# Parafiïvka
Parafiïvka (ukrainien : Парафіївка, russe : Парафиевка) est une commune urbaine de l'oblast de Tchernihiv, en Ukraine. Elle compte 2 212 habitants en 2021.

## Économie
Elle est desservie par la route P68 et une gare, la voie de chemin de fer desservant l'usine sucrière de la ville. 